# Phyllocnistis populiella
The Common Aspen Leaf Miner or Aspen Serpentine Leafminer (Phyllocnistis populiella) là một loài bướm đêm thuộc họ Gracillariidae. Nó được tìm thấy ở miền bắc Bắc Mỹ, bao gồm Alberta, Massachusetts, Ontario và Alaska.

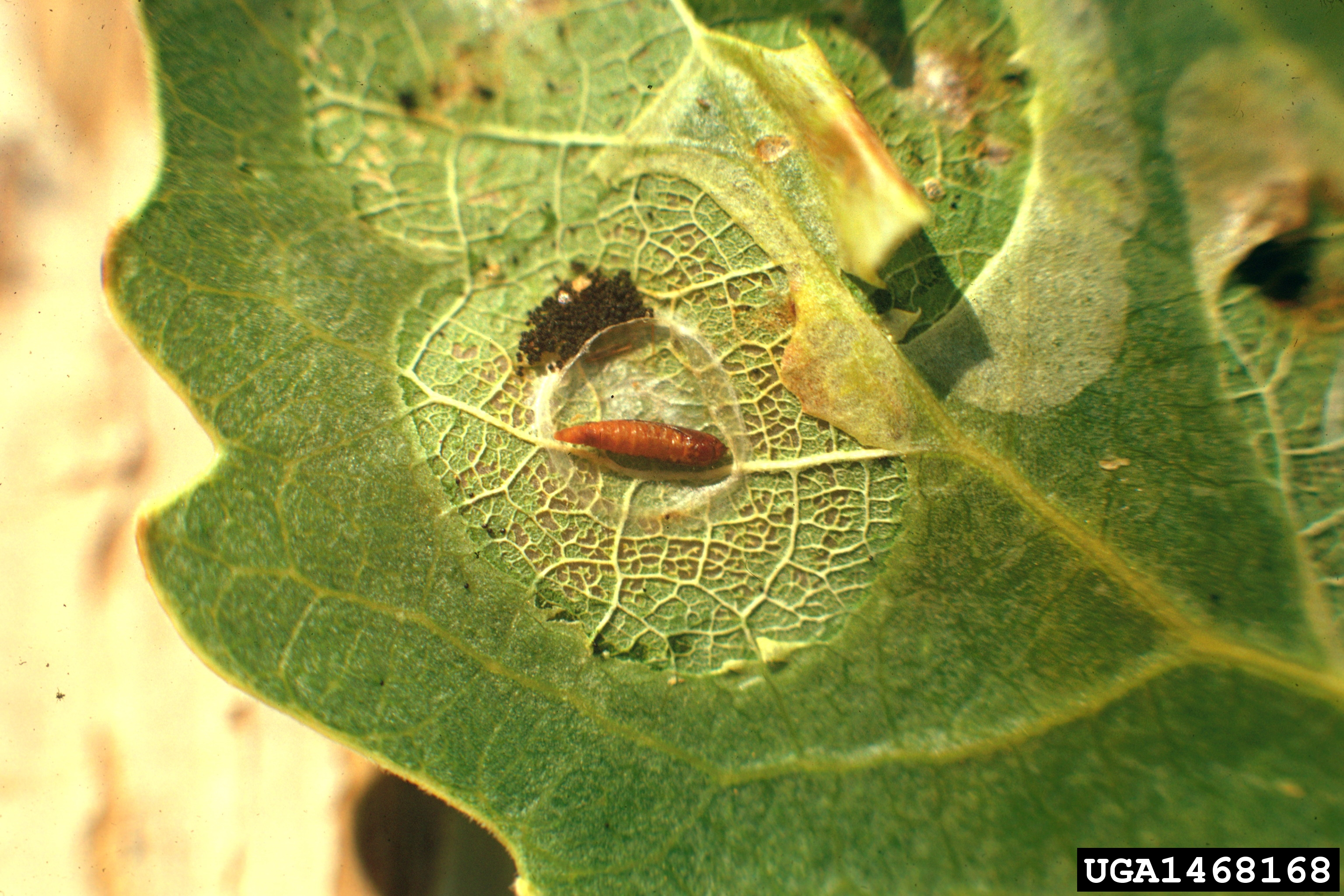
Pupa

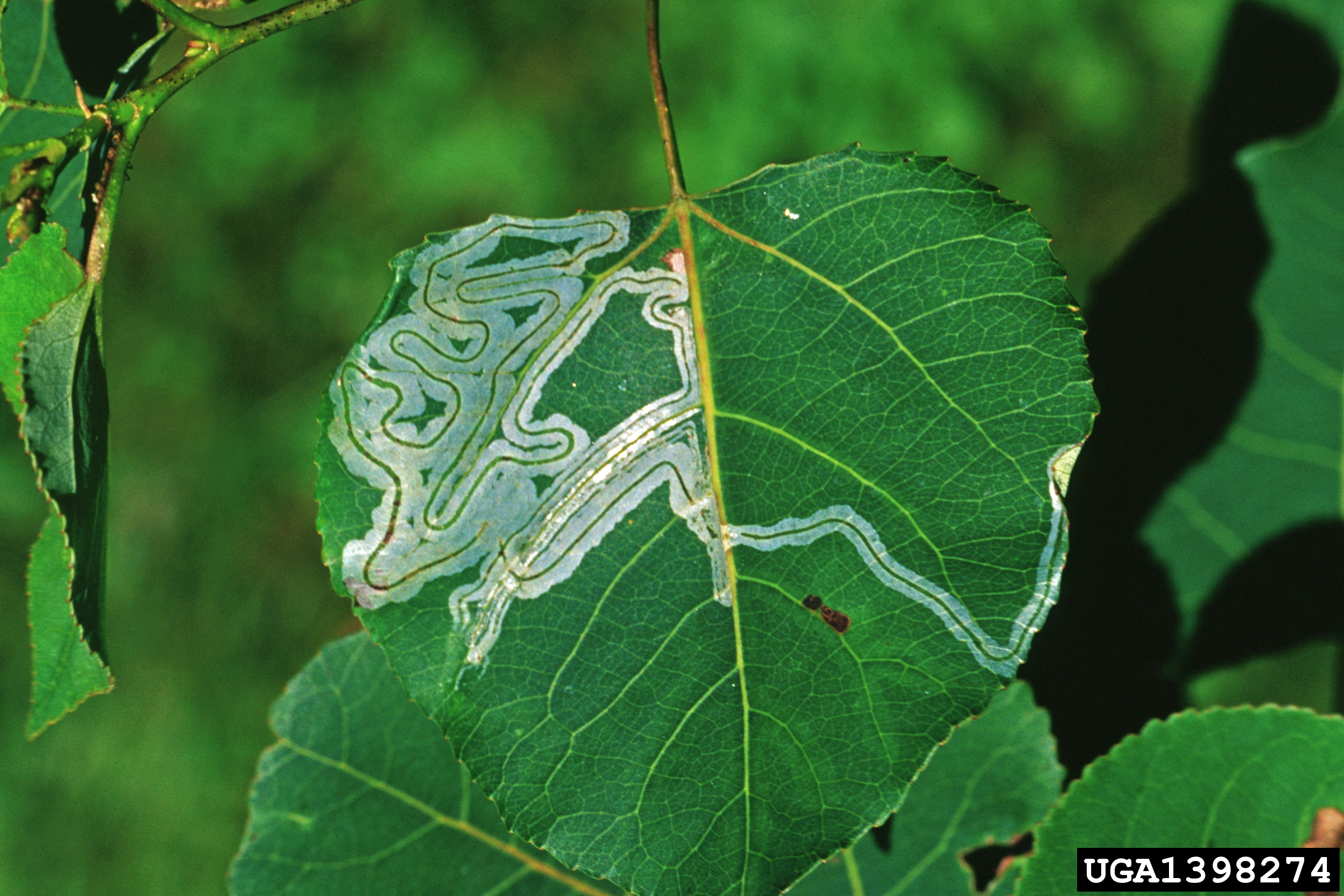
Damage

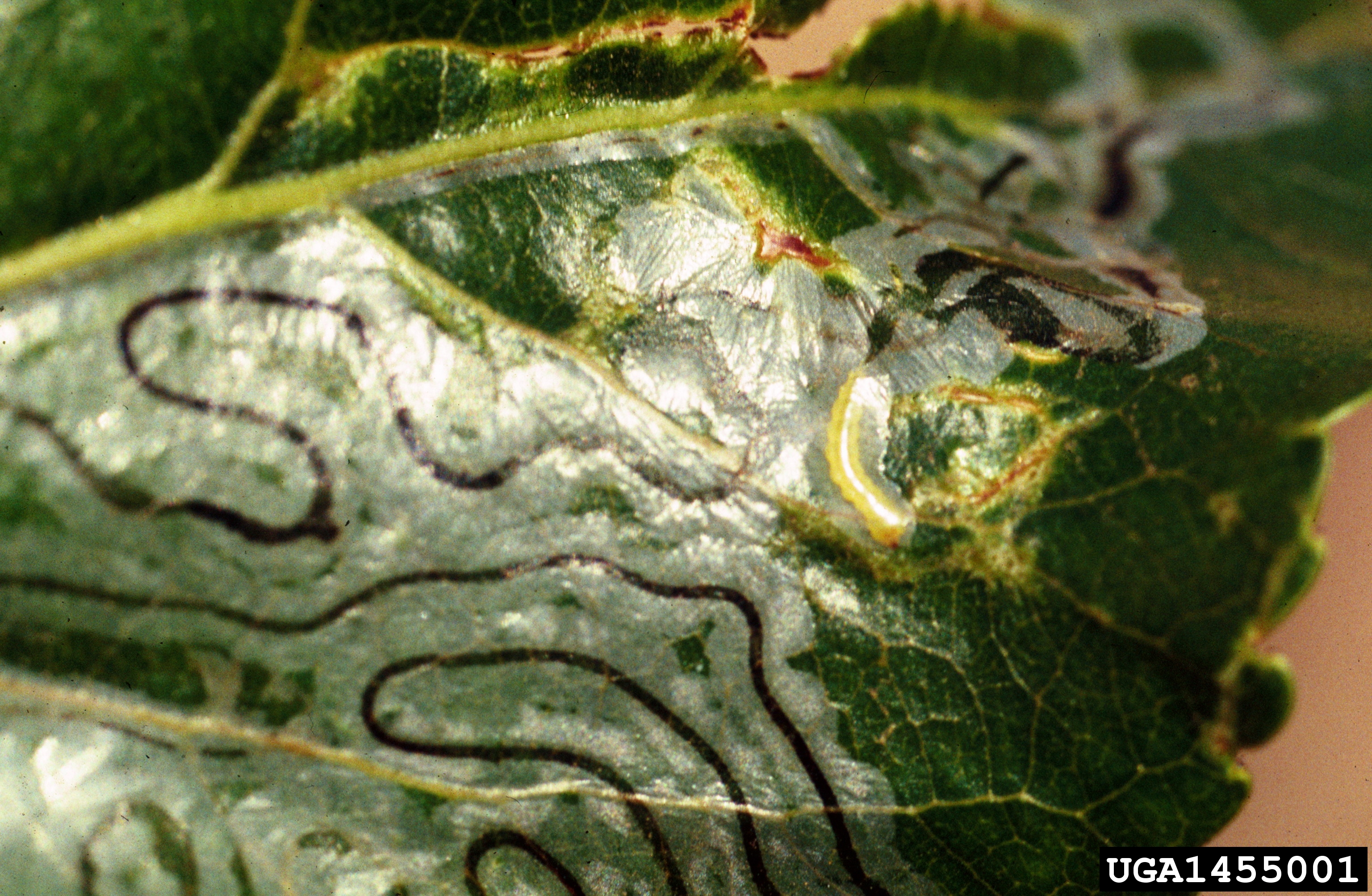
Damage

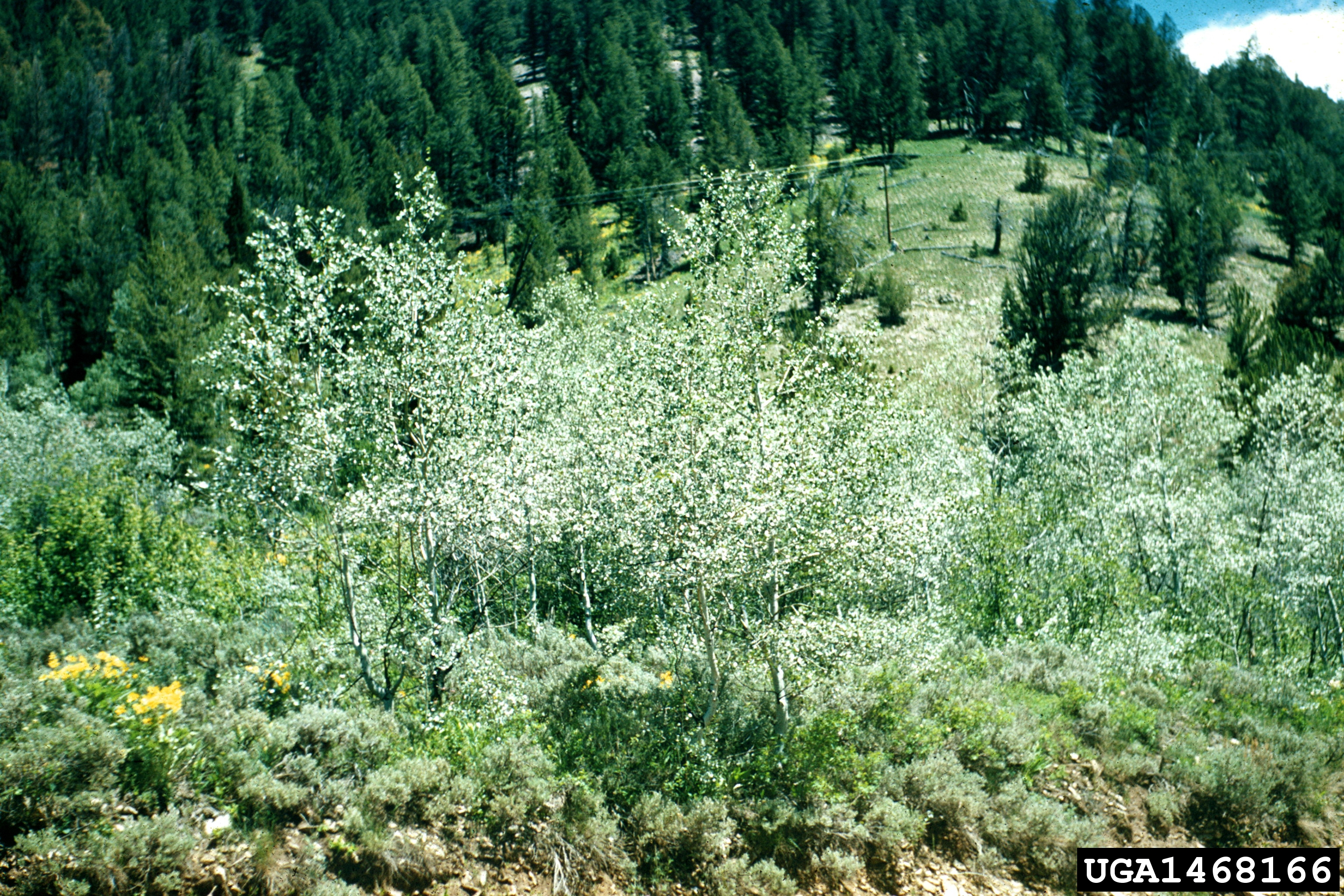
Infestation

Ấu trùng ăn Populus tremuloides và Balsam cây bạch dương. Ấu trùng ăn the contents of epidermal cells on both top và bottom surfaces of quaking aspen leaves, leaving the photosynthetic tissue of the mesophyll intact. This type of feeding is taxonomically restricted to a small subset of leaf mining insects but can cause widespread plant damage during outbreaks.